# Adolphe Sax

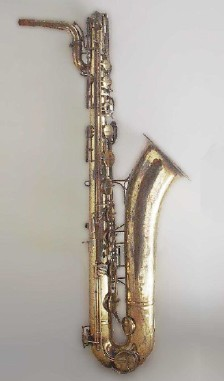
Saxofon bariton

Adolphe Sax, pe numele său Antoine Joseph Sax (n. 6 noiembrie 1814, Dinant, Valonia, Belgia – d. 7 februarie 1894, Paris, Île-de-France, Franța) a fost un inventator belgian, fabricant de instrumente muzicale și muzician; el a inventat saxhornul și în 1846 saxofonul.

## Biografie
Tatal sau, Charles-Joseph Sax, era fabricant de instrumente muzicale, iar Adolphe înca din adolescență, a început să învețe să fabrice instrumente muzicale. La 15 ani a participat la un concurs de muzica, unde a cântat la flaut si la clarinet. Mai tarziu, a plecat la Scoala Regala de Muzica de la Bruxelles, pentru a studia mai bine aceste instrumente. Dupa terminarea studiilor în timp ce tatăl său câștiga din afacerea cu instrumente, Adolphe se specializează în inventarea unor alte instrumente muzicale de suflat. Prima importantă lucrare, a fost modificarea clarinetului bas, care i-a adus meritul  ca la varsta de 20 de ani să fi inventat saxofonul bariton.
Dinant este recunoscut ca orașul unde se fabrică saxofonul, tocmai datorită primului sau inventator, Adolphe Sax.

## Bibliografie

Muzeul Adolphe Sax